# Трапеция (гора)
Трапе́ция — горная вершина в Конжаковско-Серебрянском горном массиве (Свердловская область России).
Трапеция расположена в 4,5 километрах на северо-восток от вершины Конжаковский Камень. Покрыта лесом, выше 800 метров зона тундры, каменные россыпи и скальные выходы. Категория сложности — 1А.